# Ska Authentic Vol. 1
Ska Authentic Vol. 1 – drugi album studyjny The Skatalites, jamajskiej grupy muzycznej wykonującej ska. 
Płyta została wydana w roku 1967 przez Studio One i była w zasadzie kompilacją nagrań zarejestrowanych przez Clementa "Sir Coxsone'a" Dodda w ciągu kilkunastu miesięcy istnienia zespołu na przełomie lat 1964-65. Oprócz dziewięciorga członków założycieli zespołu, w sesjach tych wzięli również udział tacy muzycy jak Frank Anderson, Dennis "Ska" Campbell czy Ernest Ranglin. Produkcją nagrań zajął się Sir Coxsone.
W roku 1999 nakładem Studia One ukazała się reedycja albumu na płycie CD, zawierająca także kilka dodatkowych utworów.

## Lista utworów

### Strona A
1. "Lee Harvey Oswald"
2. "Bridge View"
3. "President Kennedy"
4. "Further East"
5. "You're So Delightful"

### Strona B
1. "Four Corners"
2. "Scrap Iron"
3. "Feeling Good"
4. "Ball Of Fire"
5. "Christine Keiler"

### Dodatkowe utwory w reedycji
1. "Mother-In-Law"
2. "Musical Communication"
3. "Ska In Vienna Woods"
4. "Dance The Ska"
5. "Teach The Ska"
6. "Heavens Declare"
7. "Ska-Ba"
8. "Exodus"

## Muzycy

### The Skatalites
- Roland Alphonso - saksofon tenorowy
- Tommy McCook - saksofon tenorowy
- Lester "Ska" Sterling - saksofon altowy
- Don Drummond - puzon
- Johnny "Dizzy" Moore - trąbka
- Lloyd Brevett - kontrabas
- Jerome "Jah Jerry" Haynes - gitara
- Lloyd Knibb - perkusja
- Jackie Mittoo - fortepian

### Gościnnie
- Dennis "Ska" Campbell - saksofon tenorowy
- Ernest Ranglin - gitara
- Frank Anderson - trąbka